# Municipio de Orange (condado de Shelby)
El municipio de Orange (en inglés: Orange Township) es un municipio ubicado en el condado de Shelby en el estado estadounidense de Ohio. En el año 2010 tenía una población de 1245 habitantes y una densidad poblacional de 21,07 personas por km².

## Geografía
El municipio de Orange se encuentra ubicado en las coordenadas 40°13′16″N 84°8′55″O / 40.22111, -84.14861. Según la Oficina del Censo de los Estados Unidos, el municipio tiene una superficie total de 59.1 km², de la cual 58.77 km² corresponden a tierra firme y (0.55%) 0.32 km² es agua.

## Demografía
Según el censo de 2010, había 1245 personas residiendo en el municipio de Orange. La densidad de población era de 21,07 hab./km². De los 1245 habitantes, el municipio de Orange estaba compuesto por el 96.55% blancos, el 0.96% eran afroamericanos, el 0.16% eran amerindios, el 0.16% eran asiáticos, el 0.08% eran isleños del Pacífico, el 0.08% eran de otras razas y el 2.01% pertenecían a dos o más razas. Del total de la población el 0.48% eran hispanos o latinos de cualquier raza.